# دیورتیولی (شهرستان داولکانوفسکی، باشقیرستان)
دیورتیولی (انگلیسی: Dyurtyuli, Davlekanovsky District, Republic of Bashkortostan) یک شهرک در شهرستان داولکانوفسکی در استان باشقیرستان کشور روسیه است.